# Grausne källmyr
Grausne källmyr este o arie protejată (arie specială de conservare — SAC, sit de importanță comunitară — SCI) din Suedia întinsă pe o suprafață de 18,7 ha, integral pe uscat.

## Localizare
Centrul sitului Grausne källmyr este situat la coordonatele 57°49′34″N 18°32′00″E / 57.8262°N 18.5334°E.

## Înființare
Situl Grausne källmyr a fost declarat sit de importanță comunitară în decembrie 1995 pentru a proteja 1 specie de animale. Situl a fost protejat și ca arie specială de conservare în martie 2011.

## Biodiversitate
Situată în ecoregiunea boreală, aria protejată conține 4 habitate naturale: Mlaștini alcaline, Mlaștini calcaroase cu Cladium mariscus și specii de Caricion davallianae, Taiga vestică, Pășuni din zone de pădure fino-scandinave.
La baza desemnării sitului se află o specie protejată de  nevertebrate: Vertigo angustior.